# 孫智偉
孫智偉（そん ちえい）は中華人民共和国の数学者。専門は数論、組み合わせ論、群論、数理論理学等。
1987年に南京大学を卒業したのち、1992年、同大学院で博士号を取得。1994年から1998年にかけて南京大学数学部助教授、1998年以降は同教授を務めている。
1992年、双子の兄弟である孫智宏と共同で、いわゆるウォール＝孫＝孫素数に関する定理を証明したことで知られる。また、2003年には組み合わせ数論において、covering systems、restricted sumsets、zero-sum problems の三つのトピックを統一するアプローチを発表。